# Velika Jamnička
Velika Jamnička – wieś w Chorwacji, w żupanii zagrzebskiej, w gminie Pisarovina. W 2011 roku liczyła 195 mieszkańców.